# Paulina Kondrak
Paulina Kondrak (ur. 1994) – polska aktorka teatralna, filmowa i telewizyjna.

## Życiorys
Dorastała w Świdniku, gdzie występowała w Teatrze Puk-Puk, działającym przy tamtejszym Miejskim Ośrodku Kultury. W 2018 roku ukończyła studia na Wydziale Aktorskim Akademii Sztuk Teatralnych im. Stanisława Wyspiańskiego w Krakowie. Rok wcześniej otrzymała wyróżnienie na 35. Festiwalu Szkół Teatralnych w Łodzi za rolę w spektaklu "Wspomnienia polskie" wg Witolda Gombrowicza oraz Stypendium Twórcze Miasta Krakowa i Stypendium za wybitne osiągnięcia artystyczne „Sapere Auso”.
Od 2017 roku jest aktorką Starego Teatru im. Heleny Modrzejewskiej w Krakowie, występowała również w krakowskich teatrach: STU i im. Juliusza Słowackiego oraz warszawskim Ateneum.

## Filmografia
- Korona królów (2018-2020) - Jagna, córka Spytka
- Listy do M. 4 (2020) - Mariolka
- Komisarz Alex (2020) - Sandra Matuszczak, dziewczyna Merczaka (odc. 166)
- BrzydUla 2 (2020-2022) - Bożena Szymczyk, kuzynka Maćka
- Niebezpieczni dżentelmeni (2022) - Marysia